# Christian Pfluger
Christian Pfluger (* 2. Februar 1963) ist ein schweizerischer Musiker, Schriftsteller und Künstler. Er ist bekannt als Urheber der fiktiven Kunstformation Die Welttraumforscher, unter deren Pseudonym Pfluger seit 1981 ein umfangreiches Werk geschaffen hat.

## Leben
Christian Pfluger stammt aus Augsburg. Aufgewachsen ist er im Kanton Zürich. Von 1981 bis 1985 besuchte er die Fotoklasse der Kunstgewerbeschule Zürich. 1981 begann er mit dem Projekt Die Welttraumforscher. Er lebt in der Nähe von Zürich.

## Werk

### Überblick
Christian Pflugers Schaffen ist seit 1981 im Wesentlichen dem Welttraumforscher-Projekt gewidmet, das um die Idee von drei mythischen außerirdischen Wesen kreist, die nach einer kosmischen Katastrophe auf der Erde beim Künstler Asyl gefunden haben. Den entsprechenden fiktiven Gründungsmythos zum Projekt erzählt Pfluger in einer seiner Geschichten. Die Welttraumforscher liefern als Pflugers künstlerisches Alter Ego den offenen konzeptionellen Rahmen zu einem Werk, das von einer überwiegend utopisch-poetischen Ausdrucksform und einem künstlerischen Universalismus geprägt ist. Dieser zeigt sich in einer gleichwertigen Pflege musikalischer, künstlerischer und dichterischer Formen, die in den verschiedenen popmusikalischen Veröffentlichungen zusammengeführt werden. Bei fast allen diesen Werken liegt zudem der gesamte künstlerische und technische Produktionsprozess vollständig in seiner Hand, was sich etwa auf die grafische Gestaltung der Tonträger, die eigenständige Einspielung aller Instrumente, die Studioarbeit und den Vertrieb bezieht. Neben der Veröffentlichung von Musikalben tritt Christian Pfluger als Die Welttraumforscher gelegentlich unter Beteiligung von Gastmusikern in Konzerten und durch die Gruppen- und Einzelausstellung seiner Bilder, etwa in Brüssel oder Hamburg, an die Öffentlichkeit. Das künstlerische Werk wurde zudem 2013 in einer Retrospektive im Kunsthaus Langenthal gewürdigt.
Das musikalische Schaffen erfuhr durch drei Kompilationen beim Label Bureau B eine auch von der Kritik und den Medien geteilte Anerkennung. Daneben wurde seine Musik bereits mehrmals von anderen Künstlern, etwa Mouse on Mars oder Barbara Morgenstern gecovert.

### Die Grundidee des ProjektsDie Welttraumforscher
Christian Pfluger bezeichnet die Welttraumforscher selbst als ein „musik-literarisch-wissenschaftliches Geheimprojekt“. Einen programmatischen Schlüssel zum utopisch-poetischen Konzept des Projekts liefert Pfluger bereits mit dem lyrischen Text des Stücks „Der Traum der Welt“ auf der ersten Veröffentlichung Herzschlag Erde von 1981:
Der Weltentraum

Der Traum der Welt

Steckt irgendwo auf dieser Welt

Wir wissen nicht

Ob es ihn gibt

Und doch erforschen wir

Den Traum der Welt
In der sog. Welttraumforschung kombiniert Pfluger eine fiktive außerirdische Perspektive mit einem dezidiert utopisch-poetischen Blick auf die Welt, der sich in seinen Texten durch eine Bevorzugung des Einfachen, des Naiven und Liebenswürdigen und der Thematisierung der Alltagswelt niederschlägt. Mit dem erkennbaren Interesse am Geheimnisvollen, Zauberhaften, aber auch Unheimlichen verbindet sich eine Nähe zur Welt des Kindlichen. Auch die fiktive Existenz einer Reihe verschiedener Kunstfiguren rund um die drei mythischen Welttraumforscher enthält Bezüge zu einer bizarr-märchenhaften naiven Vorstellungswelt. Diese Figuren, wie Ohm Olunde oder Beverine Pale, tauchen sowohl im musikalischen als auch künstlerischen Schaffen auf und erzeugen im Rahmen des Projekts eine lockere thematische Gesamtstruktur. Eine Orientierung in der vielschichtigen fiktiven Welt der Welttraumforscher soll ein sog. Wörterbuch der Welttraumforschung verschaffen, das Christian Pfluger in der Vergangenheit im Internet angelegt hat.
Im künstlerischen Werk entfaltet sich die außerirdische Perspektive oft in komplexen, wohl proportionierten, häufig mandalaartigen geometrischen Strukturen, die von bildhaften Naturelementen und kosmischen Symbolen durchsetzt sind. Ästhetisch finden sich darin Anklänge etwa an das Wimmelbild, Formen ikonischer Raum- und Bildgestaltung, an die Ästhetik des Comics oder die Naive Kunst.
Die musikalische Seite des Projekts besteht vor allem aus Stücken und Liedern, die in konzeptionell locker dem Welttraumforscher-Kosmos zugeordneten Alben gesammelt werden. Diese zeigen über die Jahre hin verschiedene stilistische Einflüsse, wobei eine Vielfalt melodischer Einfälle, kunstvoll elaborierte Songstrukturen, ein Nebeneinander aus elektronischer und akustischer Instrumentierung, aber auch – besonders in den ersten Jahren – eine Neigung zum verspielt Grotesken und Experimentellen auffallen.

### Geschichtliche Entwicklung des ProjektsDie Welttraumforscher
In der über vierzig Jahre dauernden Geschichte des Projekts Die Welttraumforscher lassen sich verschiedene Phasen unterscheiden, wobei diese sowohl durch ästhetische und inhaltliche Entwicklungen im künstlerischen Selbstverständnis Pflugers als auch durch popkulturelle Strömungen oder auch veränderte technische Möglichkeiten beeinflusst worden sind. In den 80er Jahren war Pflugers Projekt vor allem auf die Produktion von Kassetten ausgerichtet. Damit war er ein Teil der damals florierenden experimentell-dilettantischen Subkultur der sog. Kassettentäter. In den ersten Jahren beeinflusste ihn u. a. besonders die Musik und Ästhetik der Residents. Auch wenn die dadaesk-experimentellen Stücken der ersten Kassetten eine Nähe zur avantgardistischen Neuen Deutschen Welle, besonders etwa zur Band Der Plan, erkennen lassen, verfolgte Pfluger mit seinem Projekt einen eigenständigen künstlerischen Weg, der mit der Kassette Binika von 1986 zu einer spürbaren stilistischen Weiterentwicklung seiner Musik führte: Die Freude am Experiment macht einer immer konsequenteren Pflege des Songformats Platz, wobei Pfluger selbst die Musik der Kassettenjahre als „Bretzelbergpop“ charakterisiert. Die Jahre 1989 bis 1992 sind durch die Veröffentlichung von vier Langspielplatten gekennzeichnet, von denen die ersten beiden z. T. auf Produktionen der ersten Jahre zurückgreifen. Das LP-Format ermöglichte Christian Pfluger durch die aufwendige künstlerische Gestaltung des Platten-Artworks eine konzeptionelle künstlerische Weiterentwicklung des Welttraumforscher-Projekts. Seit 1993 veröffentlicht Pfluger regelmäßig auf CD, wobei in unregelmäßigen Abständen immer wieder auch noch LP- und sogar Kassettenwerke erscheinen. In den 80er und 90er Jahren vertreibt Pfluger fast ausnahmslos alle Werke noch selbst, wobei er dies über eigene Label, vor allem das Moniflabel, abwickelt. Inzwischen werden einzelne Werke und die Kompilationen auch von verschiedenen externen Labels vertrieben.

### Sonstige Werke
Neben der Arbeit an dem Projekt Die Welttraumforscher hat Christian Pfluger nur vereinzelt literarische und musikalische Werke unter seinem eigenen Namen veröffentlicht, etwa die Erzählung Das Tier Taumeltouw von 1989 oder die Kassette Theorie des kleinen Glücks von 1982.

## Veröffentlichungen

### Diskografie
Urheberangabe immer: Die Welttraumforscher, wenn nicht anders angegeben.
- Herzschlag Erde (Kassette). Das Moniflabel, PP001. 1981
- Christian Pfluger: Theorie des kleinen Glücks (Kassette). Das Moniflabel, PP003. 1982
- Die singende Sternlaterne (Kassette). Das Moniflabel, PP004. 1983
- Binika (Kassette). Das Moniflabel, PP009. 1986
- Falsche Berge auf dem Weg (Kassette). Das Moniflabel, PP011. 1987
- Hundert Schritte durch Europa (Kassette). Das Moniflabel, PP019. 1987 (erschienen 2002)
- Darktown (Kassette). Das Moniflabel, PP014. 1988
- Aller Tage Abend (LP). Das Moniflabel, PP016. 1989
- Folklore des Weltalls (LP). Das Moniflabel, PP018. 1989
- Zwanzig Jahre auf dem Mond (Kassette). Das Moniflabel, PP020. 1989
- Discover The Cover (Kassette) Das Moniflabel, PP025. 1990 (enthält zur Hälfte Coverversionen anderer Musiker)
- Lia – Liebe, Intelligenz, Abenteuer (LP). Das Moniflabel, PP024. 1990
- Ein Sommer in der Wirklichkeit (LP). Das Moniflabel, PP026. 1991
- Kip Eulenmeister (Single). Das Moniflabel, PP027. 1991
- Gold vom tiefen Himmel (CD). Das Moniflabel, PP031. 1993
- Vanidras Kult (Kassette). Das Moniflabel, PP033. 1995 (entstanden 1981)
- Sideria (CD). Das Moniflabel/Ebus Music, PP032. 1995
- Leguan Rätselmann und seine geometrischen Lieder (CD). Das Moniflabel, PP036. 1997
- Reise nach Bretzelberg (Kassette). Das Moniflabel/Edition Bretzelberg, PP043. 1997 (entstanden 1983)
- Radio Gagarins Welttraumforscher-Sendung (Kassette). Das Moniflabel, PP037. 1997
- Loon: Lamb (LP). Loon Records, PP028. 1997
- Mumu (CD). Das Moniflabel, PP038. 1999
- Werkstatt Wasserstadt (LP). Das Moniflabel, PP040/Ebus Music. 1999 (entstanden 1990)
- Remixen die Welttraumforscher (LP). Gagarin Records. 1999 (Tributealbum verschiedener Künstler)
- Lass uns Überlegen / Wenn es einen Gott gibt (Downloadsingle). Stora. 1999 (auch erschienen auf der CD Vivinas Garten)
- Das Licht Loon (CD). Edition Stora: Storage Records. 2000
- Experimente und Expeditionen (Kassette). Edition Bretzelberg 12. 2001 (Kompilation)
- Geschichten aus dem Nordkristall (Mixed-Media-CD), Das Monifabel, PP042. 2001 (enthält Geschichten aus der Welttraumforschung, die Songs Mira I, Mira II mit drei Remixe zu Mira II, einen Videoclip zu Mira II)
- Die Zivilisation der Farben (LP). Loon Records, PP047. 2002
- Vivinas Garten (CD). Das Moniflabel, PP050. 2004
- Cafe Kosmos (Kassette). Das Moniflabel, PP051. 2004
- 21 Welttraumstandards (LP/CD). Staubgold 2005 (Kompilation und CD-Wiederveröffentlichung des Tributealbums Remixen die Welttraumforscher)
- Ohm Olunde (LP). Zauberhaus, PP052. 2005
- Feenfeld (CD). Secret Wonder Records, PP054. 2006
- Beverine Pale (CD-R). Das Moniflabel, PP055. 2009
- Metacode (Download-EP). Interdisco. 2010
- Herzschlag Erde / Verdunkelt die Sinne (LP). A Tree in a Field Records/Planam. 2011 (Wiederveröffentlichung der ersten Kassette und Erstveröffentlichung eines Projekts von 1982, das als PP002 geplant war)[10]
- Drittes Bewusstsein (LP). Das Moniflabel, PP058. 2012
- This Could Be the Greatest Love In Town (Single). Traversion. 2013
- Die singende Sternlaterne / Folklore des Weltalls 1982 (LP). A Tree in a Field Records/Planam. 2013 (Wiederveröffentlichung der Kassette von 1982 und Erstveröffentlichung eines Projekts von 1982)[11]
- Die Lieder: 1981, 1983, 1986 (Kassette). Goaty Tapes 78. 2017 (Kompilation)
- Lieder aus der neuen Sonne (CD/Kassette/Download). New York Haunted. 2019
- Folklore des Weltalls 2 (LP). Les Giants. 2021
- Balalu für bunte Hunde (Kassette). Das Moniflabel, PP007. 2021 (entstanden 1984)
- Die Rückkehr der echten Menschheit – Die Jahre 1981–1990 (LP/CD). Bureau B. 2021
- Wir arbeiten für die nächste Welt – Die Jahre 1991–2012 (LP/CD). Bureau B. 2021
- A Young Person's Guide To The Early Welttraumforscher (Kassette). A Colourful Storm, ACOLOUR032 2021 (Kompilation mit einigen bisher unveröffentlichten Stücken)
- Liederbuch (LP/CD). Bureau B. 2022 (Kompilation mit einigen neuen Stücken)
- 1981 (Kassette). Bureau B, PP068. 2023

### Bücher
- Das Tier Taumeltouw. Erzählung. Zürich: Rauhreif Verlag 1989, ISBN 978-3907764145
- Das Wörterbuch der Welttraumforschung abgerufen am 19. März 2025.
- Die Welttraumforscher: Lieder Zeichen Forschungen. Hrsg. v. Kunsthaus Langenthal. Langenthal 2013, ISBN 978-3-90601-204-9
- Wie die Lia Laternenmacherin wurde und weitere Geschichten aus der Welttraumforschung. Mainz: Ventil Verlag 2023, ISBN 978-3-95575-201-9